# Carl Aloys von Hinterlang
Carl Aloys von Hinterlang (fl.  1798-1826) est un professeur de sciences naturelles, de botanique et de foresterie autrichien, connu pour ses collections d'échantillons de bois sous forme de livres-coffrets (en allemand Holz-Bibliothek, littéralement « bibliothèque de bois »).

## Éléments biographiques
Peu d'informations subsistent sur Carl von Hinterlang. Né dans la seconde moitié du XVIIIe siècle à Vienne en Autriche, où son père était conseiller de l'empereur, sa vie est marquée par de nombreux problèmes. En 1798, il est établi à Nuremberg. En 1802, son épouse le quitte, deux mois à peine après leur mariage, pour mauvais traitements et fausses promesses. En 1807, il est professeur de sciences naturelles et de foresterie à l'institut royal forestier de Gostenhof (de) près de Nuremberg, dans la principauté d'Ansbach,. En 1811, il visite l'observatoire de Kremsmünster (de) en Autriche et signe le livre d'or en tant que « Hofrat und Professor an der königlichen Akademie der Wissenschaften in München »,. Après avoir dû quitter la région de Nuremberg à la suite de ses dettes, il cherche à s'établir à Linz en Autriche, où il devient professeur de sciences naturelles, de botanique et de foresterie à l'université. La date précise de son départ d'Allemagne n'est pas connue, mais en 1826 il n'est plus à Gostenhof, dont il est parti sans avoir honoré toutes ses commandes.

## Die Deutsche Holzbibliothek
En 1798, plusieurs journaux allemands annoncent la publication, par la société Bestelmeier à Nuremberg, d'une « bibliothèque de bois » (Holz-Bibliothek) comportant 80 espèces, sans en mentionner l'auteur. La diffusion de la même annonce signée par Carl von Hinterlang, alors professeur à Gostenhof, permet de lui attribuer la paternité de la collection commercialisée par Bestelmeier. En 1807, von Hinterlang, toujours en fonction à Gostenhof, envoie à l'abbé de Lambach, Julian Ricci, un feuillet non daté annonçant la publication d'une Holz-Bibliothek comportant 180 espèces allemandes. Devenu professeur à Linz, von Hinterlang publie un nouveau feuillet publicitaire, toujours non daté, dans lequel il annonce la réalisation d'une nouvelle Holz-Bibliothek de 200 espèces.

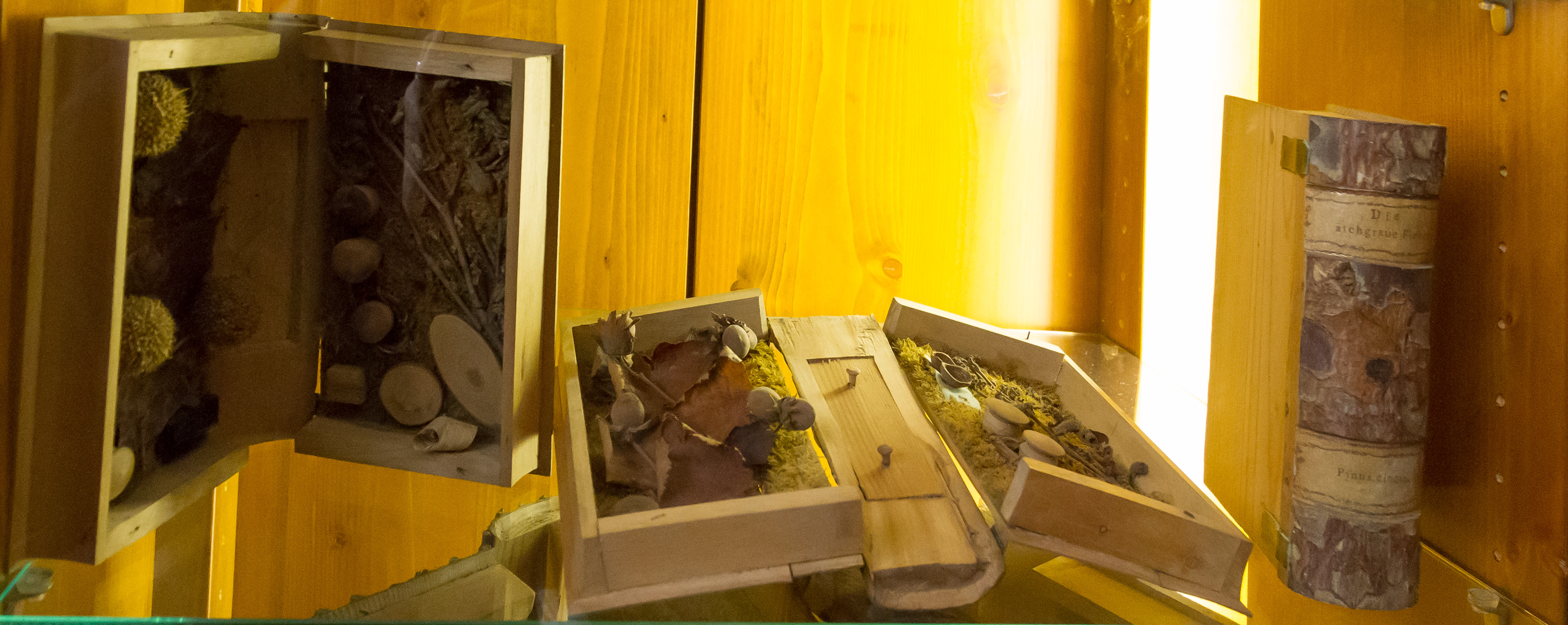
Quelques volumes de la xylothèque von Hinterlang au musée du château de Langenbourg.

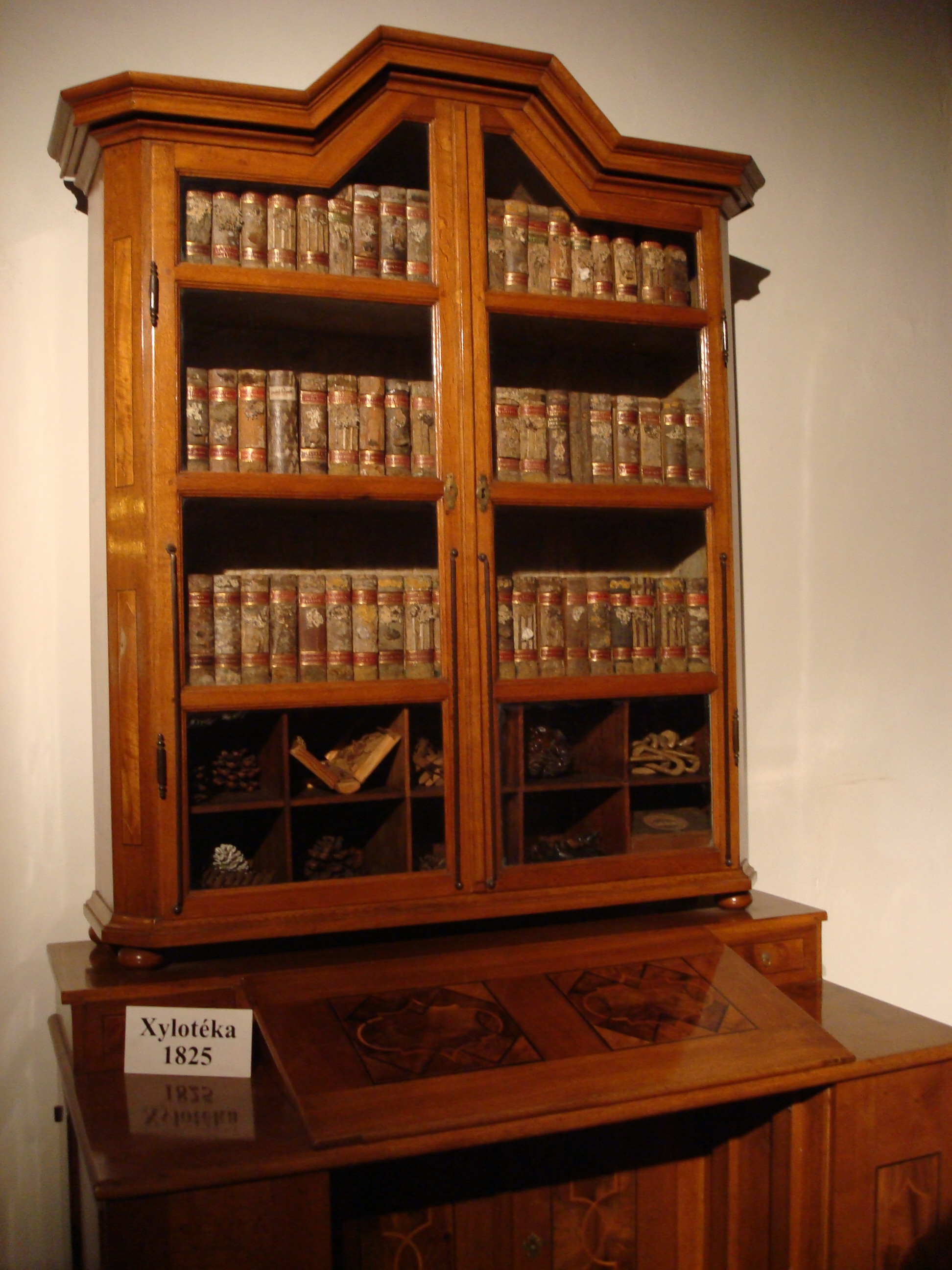
Xylothèque du monastère de Strahov à Prague.

Plusieurs collections de cette « bibliothèque de bois » sont encore conservées, entre autres
- en Allemagne :
  - au Burgmuseum de Burg Guttenberg (de) en Allemagne, 93 volumes[9] ;
  - au musée du château de Langenbourg, 66 volumes[1]
  - au musée zoologique de l'université de Hohenheim, 44 volumes[10] ;
  - à l'herbier Haussknecht de l'université d'Iéna, 2 volumes[1] ;
- en Autriche :
  - au musée Joanneum à Graz, 285 volumes[1] ;
  - au musée de l'observatoire de Kremsmünster, 184 volumes[4] ;
  - à l'abbaye de Lambach, 70 volumes[1] ;
- en République tchèque :
  - au Monastère de Strahov à Prague , 68 volumes[11].

Un inventaire exhaustif, listant toutes les espèces présentes dans chacune de ces collections, a été compilé.